# Peresłop
Peresłop albo Pereslip (ukr. Переслоп albo Пересліп) – jedna z przełęczy w Gorganach (Karpaty ukraińskie). Położona w obwodzie iwanofrankowskim, między wsią Zielona (rejon nadwórniański) a miastem Jaremcze. 
Wysokość przełęczy to 994 m n.p.m. Przełęcz jest dostępna wyłącznie pieszo, jej zbocza są dość strome i zalesione.